# Megachile versicolor
Megachile versicolor là một loài ong trong họ Megachilidae. Loài này được Smith miêu tả khoa học đầu tiên năm 1844.